# Cella (anatomia)
|  | Per a altres significats, vegeu «cella». |

Una cella és una zona de pèls curts per sobre de cada ull que segueix la forma del marge superior de l'òrbita en alguns mamífers, com a les persones i la majoria d'altres primats. Tenen un paper essencial en la comunicació i el reconeixement facial.
La funció és protegir l'ull de la suor o aigua procedents del front, i, en general, d'agressions exteriors com la pols o la sorra, donant suport també la funció de les pestanyes.

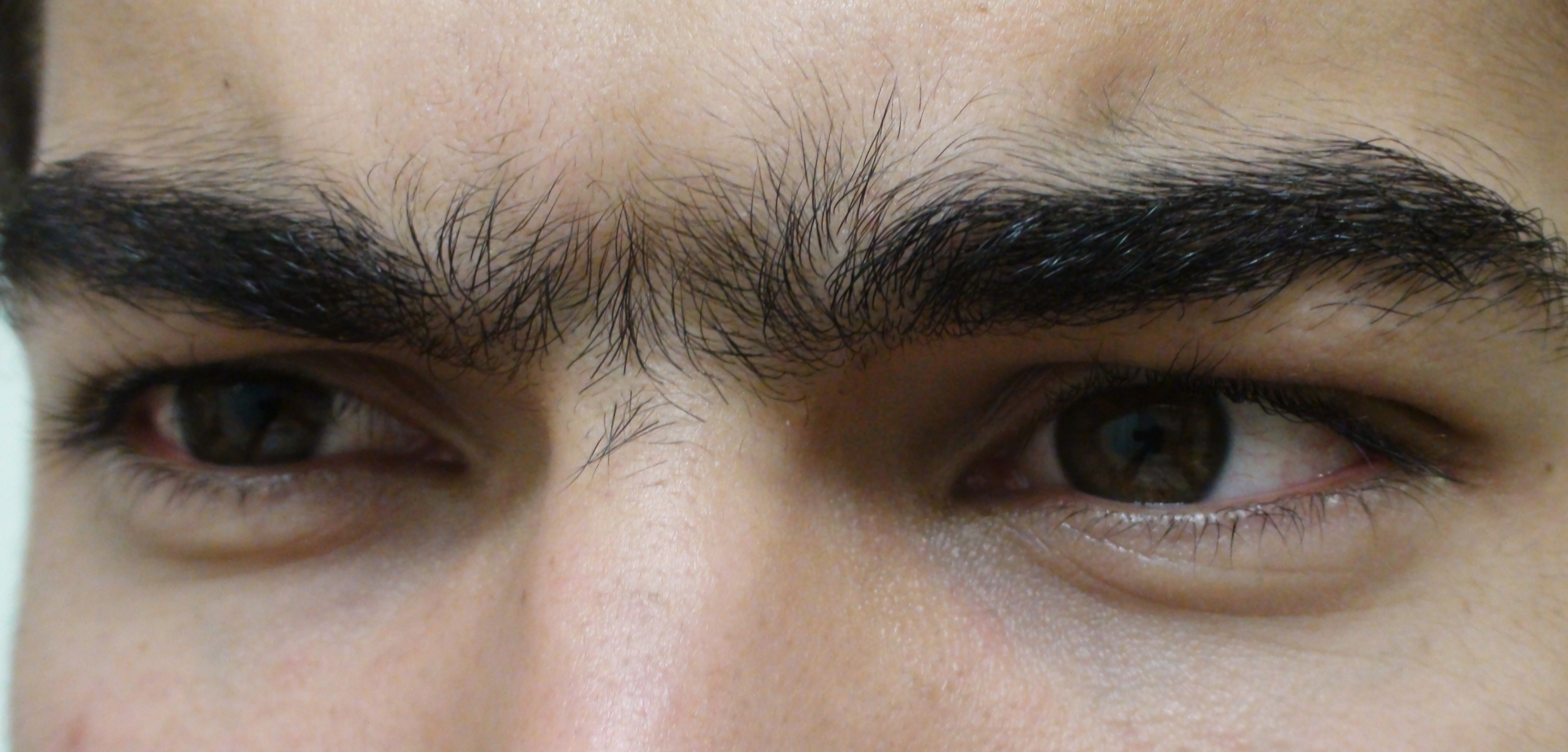
Home cellajunt

Quan les dues celles es toquen l'una amb l'altra, es parla d'una persona cellajunta o en argot mèdic «sinòfris». No hi ha gaire dades sobre la freqüència d'aquest fenomen normal. Un primer estudi epidemiològic a Oman va constatar que gairebé 12% de la població són cellajunts. La sinòfris es pot trobar en alguns síndromes, però per si mateixa no és un signe de cap malaltia.

## Les celles segons la moda
Com a part de la faç i de l'expressió, des de temps llunyans l'home va transformar les celles de manera cosmètica per accentuar, minvar la gruixor o canviar-ne la forma o el color. Va ser la base de tota una indústria cosmètica.
Hi havia dones que seguint la moda dels anys 1930, instaurada per les actrius del cinema es depilaren les celles fins a l'últim pèl, ignorant que les perdien per sempre, que la moda també es perdria i que haurien de pintar-se unes celles maldestres amb un llapis negre. De les finíssimes celles dels noranta, als anys deu d'aquest segle s'ha passat a les celles gruixudes, en forma de bloc, totalment definides i farcides de color per aparentar major gruix.

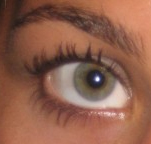
Una cella que s'ha modificat mitjançant la depilació amb cera

També segons els temps, les regions i la moda, les celles juntes van ser considerades com signe de bellesa o com qualcosa per epilar i amagar. Cada cop són més les models que desafien les normes que tradicionalment s'havia donat per bones. La model Sophia Hadjipanteli es va posar capdevantera del «moviment cellajunt». Des de 2015 va abandonar la depilació facial. Fa part d'un moviment més ample que vol mostrar cossos reals amb més naturalesa i trencar amb els estereotips de les passereles.

## Altres usos del mot
Se'n diu també cella a la marca en forma de banda molt fosca o negra que tenen les faves (Vicia fava) en un de llurs extrems.